# Franz Tielemans (socialist)
François (Franz) Paul Tielemans (Leuven, 8 december 1906 - Brussel, 21 december 1962) was een Belgisch advocaat en socialistisch politicus voor de BWP en diens opvolger de BSP. Van 1953 tot 1958 was hij burgemeester van Leuven.

## Levensloop
Franz Tielemans was een zoon van advocaat en socialistisch mandataris Louis Tielemans. Hij studeerde rechten aan de Université Libre de Bruxelles en vestigde zich vervolgens als advocaat in zijn geboortestad. Hij sloot zich aan bij de balie van Leuven. Tijdens zijn studies was hij de leider van een socialistische studentengroep, waarbij hij streefde naar een Vlaamse, zelfs Grootnederlandse bundeling van socialistische studentenverenigingen. Ook was hij eind jaren twintig actief binnen de Arbeidersjeugdcentrale (AJC), waarvan hij te Leuven de groep De Eekhoorntjes leidde. Tevens engageerde Tielemans zich in de Leuvense afdelingen van de Socialistische Jonge Wacht en Rode Valken. In 1931 was hij medeoprichter van de Anti-Oorlogsliga (AOL) en leidde de Leuvense afdeling ervan. In 1931 werd hij lid van het bestuur van de BWP-federatie van Leuven en in 1938 werd hij verkozen tot Leuvens gemeenteraadslid.
Tijdens de Tweede Wereldoorlog was hij actief in het Verzet: zowel bij de clandestiene pers, alsook in de gewapende strijd. Met Leo Magits en de latere arrondissementssecretaris van de Leuvense BSP, Guillaume Klein, gaf hij vanaf mei 1941 het sluikblad Bevrijding uit dat later fusioneerde met Morgenrood van Nic Bal. Het werd te Brussel gedrukt en het was vaak Tielemans die het van daaruit naar Leuven bracht. Eveneens te Leuven reorganiseerde hij de hulp aan de werkweigeraars met het hulpfonds Socrates en leidde hij de lokale sector van de Engelse inlichtingendienst. Ook speelde hij een belangrijke rol bij de oprichting van de nieuwe socialistische partij, de BSP. Bij hem thuis werd het bestuur gevormd van de illegale BSP-federatie van Leuven. Zodoende werd hij ook lid van het clandestiene, nationale, BSP-bureau. 
Na de bevrijding was Franz Tielemans enerzijds nauw betrokken bij de heroprichting van de socialistische internationale en anderzijds de spilfiguur in de Leuvense BSP-federatie. Op het lokale vlak werd hij na de gemeenteraadsverkiezingen van 1952 burgemeester binnen een socialistisch-liberale coalitie, die vooral werk maakte van de bouwpolitiek. Na de verkiezingen van 1958 kwamen de socialisten in de oppositie terecht.
Bij de parlementsverkiezingen van 1946 werd Tielemans verkozen tot volksvertegenwoordiger voor het kiesarrondissement Leuven en vervulde hij dit mandaat tot aan zijn dood. Hij was vooral actief in de commissies financies en buitenlandse zaken. In de regering Lefèvre-Spaak (1961-1965) beheerde hij tot zijn dood de portefeuille van adjunct-minister voor financiën.
Binnen de BSP was hij vanaf 1946 lid van het partijbureau. In 1958 zat hij het BSP-congres voor. Bij de heroprichting van de Socialistische Internationale werd hij lid van het Bureau. Hij was lid van de BSP-delegatie op meerdere internationale conferenties. Samen met Henri Rolin en Isidoor Smets richtte hij in 1954 de Socialistische Beweging voor de Vrede op, als reactie op de Europese Defensiegemeenschap en de herbewapening van de Bondsrepubliek Duitsland.
Tielemans' rouwdienst vond plaats in het Leuvense stadhuis op 24 december 1962. In dit stadhuis bevindt zich een staatsieportret van hem, geschilderd door Pierre Van Humbeeck. Ook is er in Leuven een straat naar hem vernoemd, de Franz Tielemanslaan.